# العلاقات الباهاماسية الفنزويلية
العلاقات الباهاماسية الفنزويلية هي العلاقات الثنائية التي تجمع بين باهاماس وفنزويلا.

## مقارنة بين البلدين
هذه مقارنة عامة ومرجعية للدولتين:
| وجه المقارنة                                              | باهاماس      | فنزويلا                                  |
| --------------------------------------------------------- | ------------ | ---------------------------------------- |
| المساحة (كم2)                                             | 13.88 ألف    | 916.45 ألف                               |
| عدد السكان (نسمة)                                         | 395.36 ألف   | 28.87 مليون                              |
| الكثافة السكانية (ن./كم²)                                 | 28.48        | 31.5                                     |
| العاصمة                                                   | ناساو        | كاراكاس                                  |
| اللغة الرسمية                                             | لغة إنجليزية | اللغة الإسبانية، لغة الإشارة الفنزويلية ‏ |
| العملة                                                    | دولار بهامي  | بوليفار فنزويلي                          |
| الناتج المحلي الإجمالي (بليون دولار)                      | 12.16 مليار  | 482.36 مليار                             |
| الناتج المحلي الإجمالي (تعادل القوة الشرائية) بليون دولار | 8.92 مليار   |                                          |
| الناتج المحلي الإجمالي الاسمي للفرد دولار أمريكي          | 22.82 ألف    |                                          |
| الناتج المحلي الإجمالي للفرد دولار أمريكي                 |              |                                          |
| مؤشر التنمية البشرية                                      | 0.790        | 0.762                                    |
| رمز المكالمات الدولي                                      | +1242        | +58                                      |
| رمز الإنترنت                                              | .bs          | .ve                                      |
| المنطقة الزمنية                                           | 00           | 00                                       |

## منظمات دولية مشتركة
يشترك البلدان في عضوية مجموعة من المنظمات الدولية، منها:
| علم المنظمة | اسم المنظمة                                                          | تاريخ انضمام باهاماس | تاريخ انضمام فنزويلا |
| ----------- | -------------------------------------------------------------------- | -------------------- | -------------------- |
|             | يونسكو                                                               | 23 أبريل 1981        | 25 نوفمبر 1946       |
|             | وكالة ضمان الاستثمار متعدد الأطراف                                   | 4 أكتوبر 1994        | 9 مايو 1994          |
|             | الأمم المتحدة                                                        | 18 سبتمبر 1973       | 15 نوفمبر 1945       |
|             | وكالة حظر الأسلحة النووية في أمريكا اللاتينية ومنطقة البحر الكاريبي ‏ | ?                    | ?                    |
|             | الاتحاد البريدي العالمي                                              | ?                    | ?                    |
|             | البنك الدولي للإنشاء والتعمير                                        | 21 أغسطس 1973        | 30 ديسمبر 1946       |
|             | بنك التنمية الكاريبي ‏                                                | ?                    | ?                    |
|             | الاتحاد الدولي للاتصالات                                             | 19 أغسطس 1974        | 13 أغسطس 1920        |
|             | منظمة حظر الأسلحة الكيميائية                                         | ?                    | ?                    |
|             | مؤسسة التمويل الدولية                                                | 8 ديسمبر 1986        | 28 ديسمبر 1956       |
|             | منظمة الشرطة الجنائية الدولية                                        | ?                    | ?                    |

## وصلات خارجية
- موقع وزارة الخارجية الفنزويلية